# 노수광
노수광(盧壽匡, 1990년 8월 6일~)은 전 KBO 리그 한화 이글스의 외야수이다.

## 한화 이글스시절
2013년에 입단하였다. 정규 시즌에서 한 경기만 출전했다.

## KIA 타이거즈시절
2015년 5월 6일 당시 한화 이글스 소속이었던 그와 유창식, 김광수, 오준혁, KIA 타이거즈 소속이었던 임준섭, 박성호, 이종환과 4:3 트레이드를 통해 이적하였다.
2016년에 활약하며 주전으로 활동했다.

## SK 와이번스시절
2017년 4월 7일 당시 KIA 타이거즈 소속이었던 그와 윤정우, 이홍구, 이성우, SK 와이번스 소속이었던 이명기, 최정민, 노관현, 김민식과 4:4 트레이드를 통해 이적하였다.
2018년 4월 7일 삼성과의 연장전에서 끝내기 홈런을 쳐 냈다. 2018년 4월 25일 두산전에서 김승회를 상대로 끝내기 안타를 쳐 냈다.

## 한화 이글스복귀
2020년 6월 18일 당시 한화 이글스 소속이었던 이태양과 1:1 트레이드를 통해 이적하였다. 2023년 11월에 방출됐다.

## 별명
- 상당히 빠른 발을 가지고 있어 그의 이름과 오토바이를 합친 '노토바이'라고 불린다. 2018년 올스타전에 출장해 실제 오토바이 헬멧을 착용하고 타석에 섰다.[7]
- 이름 때문에 '노숙왕'이라고 불린다.

## 트리비아
- 선천적으로 심장에 구멍이 있어 중학교 때 수술을 받았고, 그 수술로 인해 병역 면제를 받았다.

## 출신 학교
- 대전유천초등학교
- 청주중학교
- 청주고등학교
- 건국대학교

## 응원가
- KIA 타이거즈 시절

노수광 오에오에오~ 노수광 오에오에오~×4
- SK 와이번스 시절

오~ 오~ 오~ 예! SK 와이번스 날려버려 노수광! SK 와이번스 안타 노수광! ×2
- 한화 이글스 시절

노~ 수~ 광~ 예! 이글스 승리 위해 달려간다 노수광! 이글스 승리 위해 안타 노수광 달려! × 2

## 통산 기록
| 연도 | 팀명   | 타율  | 경기 | 타수 | 득점 | 안타 | 2루타 | 3루타 | 홈런 | 루타 | 타점 | 도루 | 도실 | 볼넷 | 사구 | 삼진 | 병살 | 실책 |
| ---- | ------ | ----- | ---- | ---- | ---- | ---- | ----- | ----- | ---- | ---- | ---- | ---- | ---- | ---- | ---- | ---- | ---- | ---- |
| 2014 | 한화   | 0.000 | 1    | 1    | 0    | 0    | 0     | 0     | 0    | 0    | 0    | 0    | 0    | 0    | 0    | 1    | 0    | 0    |
| 2015 | KIA    | 0.083 | 10   | 12   | 2    | 1    | 1     | 0     | 0    | 2    | 1    | 0    | 0    | 2    | 0    | 7    | 0    | 0    |
| 2016 | KIA    | 0.309 | 77   | 207  | 43   | 64   | 4     | 2     | 4    | 84   | 30   | 12   | 2    | 20   | 1    | 46   | 0    | 1    |
| 2017 | SK     | 0.285 | 131  | 382  | 72   | 109  | 18    | 3     | 6    | 151  | 39   | 16   | 9    | 25   | 9    | 84   | 3    | 5    |
| 2018 | SK     | 0.313 | 135  | 515  | 93   | 161  | 21    | 8     | 8    | 222  | 53   | 25   | 4    | 48   | 13   | 86   | 3    | 2    |
| 2019 | SK     | 0.250 | 117  | 388  | 69   | 97   | 16    | 1     | 2    | 121  | 28   | 27   | 10   | 46   | 2    | 68   | 1    | 3    |
| 2020 | 한화   | 0.251 | 100  | 291  | 39   | 73   | 10    | 3     | 1    | 92   | 21   | 11   | 7    | 34   | 2    | 64   | 2    | 4    |
| 2021 | 한화   | 0.231 | 52   | 160  | 21   | 37   | 7     | 0     | 3    | 53   | 14   | 13   | 1    | 17   | 1    | 46   | 1    | 0    |
| 2022 | 한화   | 0.229 | 117  | 315  | 33   | 72   | 18    | 6     | 4    | 114  | 30   | 17   | 6    | 32   | 1    | 107  | 0    | 0    |
| 2023 | 한화   | 0.221 | 30   | 77   | 6    | 17   | 5     | 0     | 0    | 22   | 4    | 2    | 1    | 13   | 0    | 27   | 3    | 0    |
| 통산 | 10시즌 | 0.269 | 770  | 2348 | 378  | 631  | 100   | 23    | 28   | 861  | 220  | 123  | 40   | 237  | 29   | 536  | 15   | 19   |

- 굵은 글씨는 해당 시즌 최고 기록